# Eugeniusz Czechowicz
Eugeniusz Czechowicz herbu Ostoja (ur. 31 lipca 1904 we Lwowie, zm. 17 marca 1964 w Bydgoszczy) – z zawodu ekonomista, poseł do Sejmu Ustawodawczego (1947–1952) z ramienia Stronnictwa Demokratycznego z okręgu Opole, członek Związku Uczestników Walki Zbrojnej o Niepodległość i Demokrację.

## Życiorys
Ukończył studia w Akademii Handlowej w Krakowie oraz Szkole Głównej Handlowej w Warszawie. Podjął pracę w Ministerstwie Spraw Zagranicznych – został wysłany do Królewca jako pracownik konsulatu RP. Później był związany m.in. z przemysłem hutniczym. W okresie II wojny światowej należał do Polskiego Związku Wolności. Wziął udział w powstaniu warszawskim. Po 1945 znalazł się na Śląsku, gdzie pracował w przemyśle górniczym i hutniczym, a także organizował regionalne Stronnictwo Demokratyczne. Był wieloletnim radnym Miejskiej i Wojewódzkiej Rady Narodowej w Katowicach oraz takichże rad w Bydgoszczy. W 1947 uzyskał mandat z ramienia SD na Sejm Ustawodawczy w okręgu Opole. Był członkiem Komisji Planu Gospodarczego, Przemysłowej oraz Spółdzielczości, Aprowizacji i Handlu.
Zmarł na raka prostaty.

## Odznaczenia
- Medal za Warszawę – 12 maja 1947
- Odznaka Grunwaldzka – 19 maja 1947

## Bibliografia

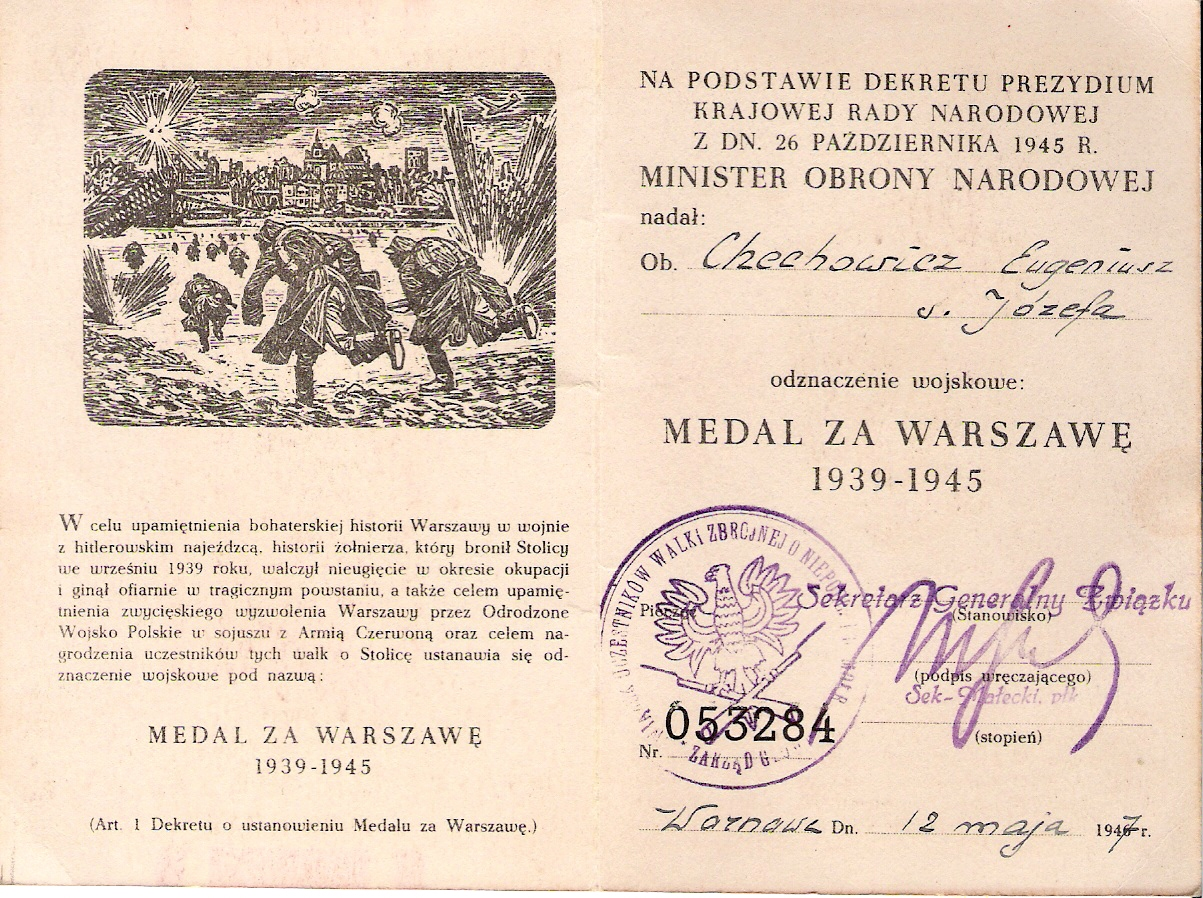
Legitymacja odznaczenia wojskowego Medal za Warszawę 1939-1945
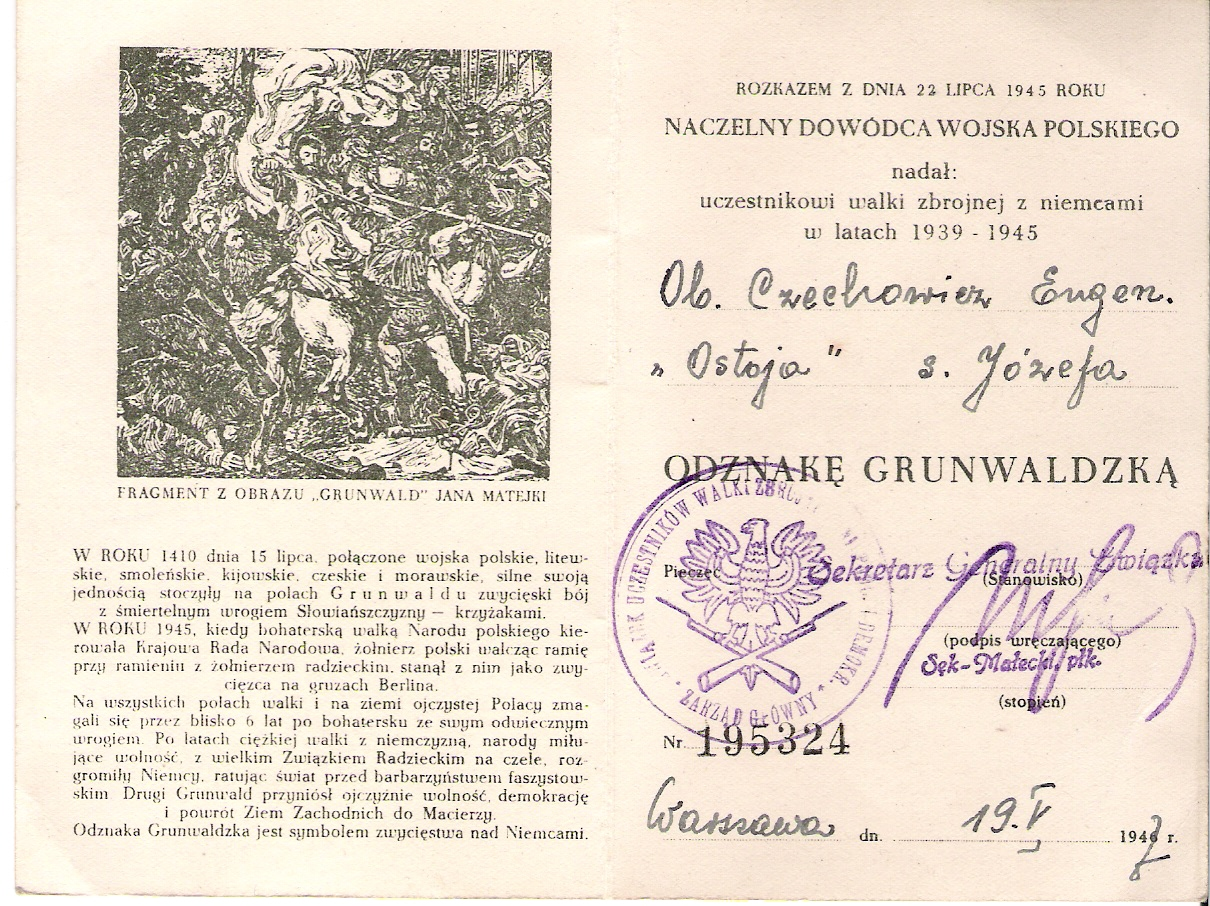
Legitymacja Odznaki Grunwaldzkiej
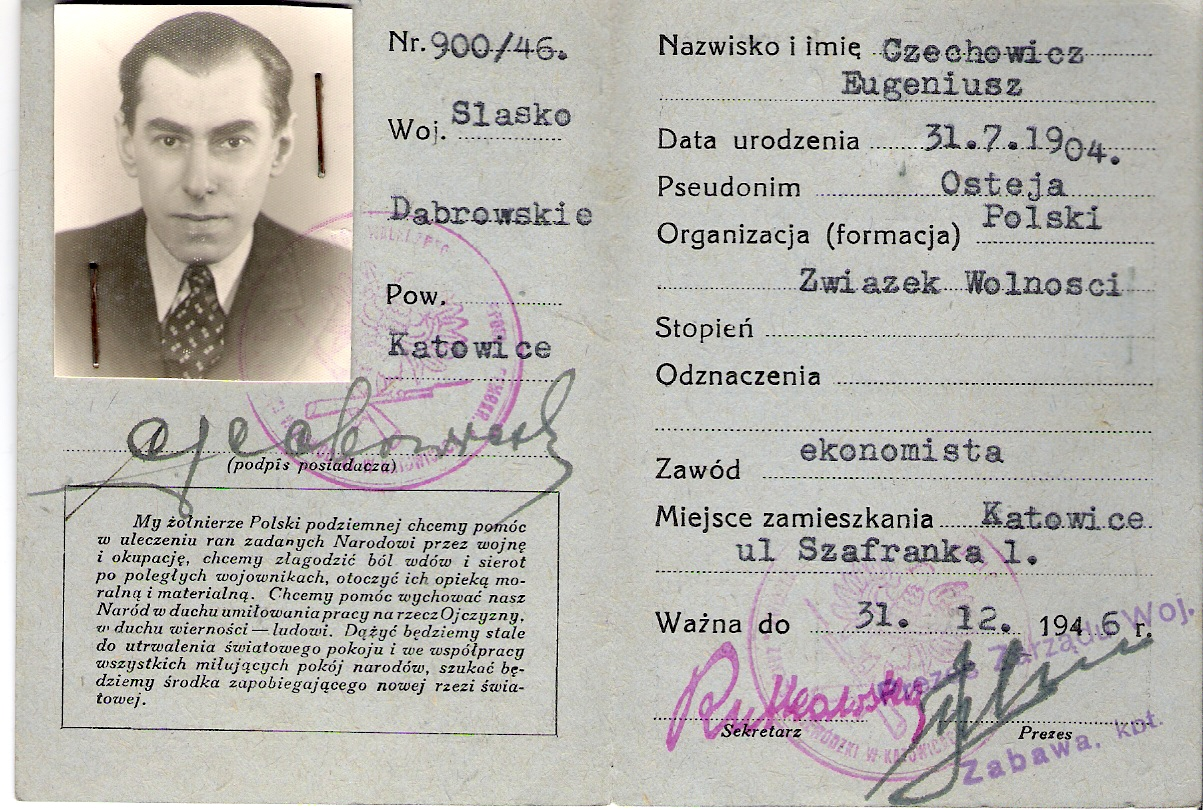
Legitymacja Członkowska Związku Uczestników Walki Zbrojnej o Niepodległość i Demokrację